# Verecondo Paoletti
Verecondo Paoletti (Perugia, 3 febbraio 1881 – Perugia, 1974) è stato un politico italiano.

## Biografia
Originario di una famiglia borghese consegue nel 1906 la laurea in medicina e chirurgia, ma data la vastità delle tenute di famiglia intraprende anche gli studi di scienze agrarie. Partecipa col gradp di sottotenente medico alla guerra italo-turca, alla campagna di Libia e alla prima guerra mondiale. Nel dopoguerra abbandona il movimento liberale per aderire al fascismo ed è uno dei fondatori del Fascio di Perugia. 
Nominato membro del direttorio provinciale del PNF, consulente della corporazione agraria fascista e segretario del gruppo dei proprietari terrieri, nel 1929 viene eletto deputato ma il suo sostegno al regime dura poco. In dissenso con Mussolini dopo il delitto Matteotti viene espulso dal partito e rimosso da tutte le cariche. I suoi articoli di protesta, pubblicati nel Giornale dei combattenti umbri, gli valgono una dura reazione da parte dei fascisti.
Ritiratosi a vita privata, seppure sotto la sorveglianza dell'OVRA, si dichiara contrario alla partecipazione italiana alla seconda guerra mondiale e si tiene lontano dalla Repubblica Sociale Italiana. Nel 1944 viene nominato prefetto di Perugia e a guerra finita riprende l'attività politica nel partito liberale. È stato direttore della Confagricoltura fino al 1948.